# Refugio Erebus Inferior

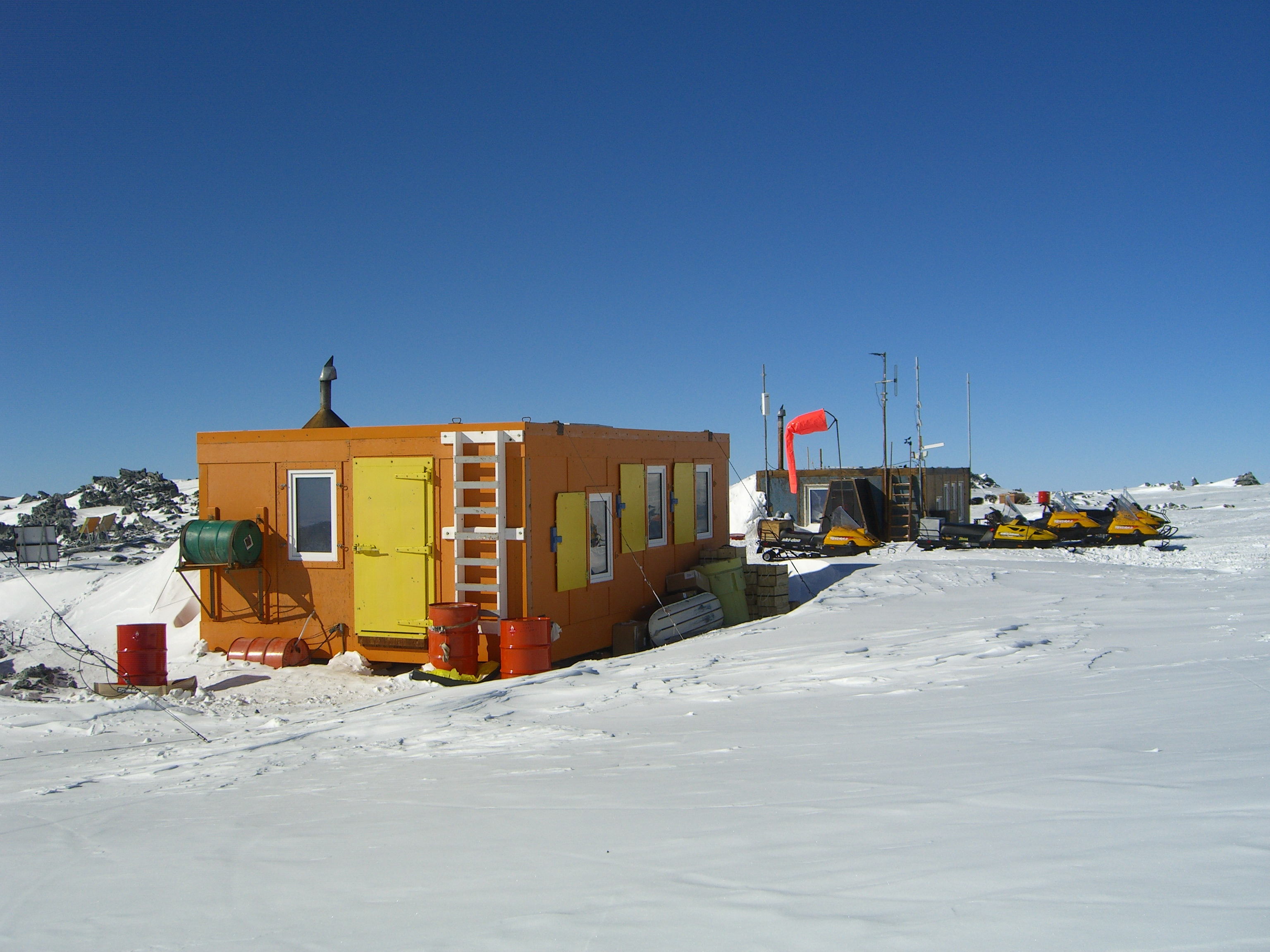
Refugio Erebus Inferior.

El Refugio Erebus Inferior (en inglés: Lower Erebus Hut and Cache) es un refugio permanente de apoyo a la investigación científica, que Estados Unidos posee en la Antártida. Se ubica en el lado norte del monte Erebus en la isla de Ross, dentro de su caldera. Su localización facilita las excursiones al cráter del volcán. Desde allí el lago de lava persistente es visible.
El refugio alberga un observatorio, el Mount Erebus Volcano Observatory, del New Mexico Institute of Mining and Technology, que apoya los estudios del Monte Erebus, un volcán activo con un lago de lava expuesto, y las formaciones que este crea, como cuevas de hielo.
El refugio permanente fue construido en noviembre de 1992 para reemplazar al refugio situado más arriba y a otras semi permanentes cabañas tipo Jamesway. En la década de 2010, la instalación se utilizó para probar el robot PUFFER para la exploración de las cuevas de hielo de Erebus.
Las instalaciones comprenden dos cabañas: un edificio de cocina y recreación, y un edificio de trabajo y almacenamiento. La cabaña contiene provisiones para tres personas, oxígeno, y radio durante el verano. Un depósito (cache) se ubica a 50 m con provisiones para otras seis personas.

## Ciencia
El soporte a todas las operaciones en el refugio es realizado desde la Base McMurdo por una división de la Fundación Nacional para la Ciencia, el Programa Antártico de los Estados Unidos (USAP).
El Refugio Erebus Inferior es usado como una base de operaciones por quienes monitorean el monte Erebus. La fuerza de trabajo en el refugio está compuesta por investigadores, profesores, y estudiantes graduados, que mantienen el equipo logístico en la montaña. La composición, flujo y concentración de emisiones gaseosas, así como imágenes fijas térmicas, vídeo en el visible e IR, e infrasonidos, del lago de lava son los datos recogidos por los investigadores basados en el refugio.